# Colby Paul
Colby Paul (Los Angeles, 1 de julho de 1992) é o jovem ator norte-americano.

## Biografia
Paul estudou agindo sob treinadores Diane Hardin e Lori animado e teve um papel de apoio no Story jogo do estágio de Tall Tales sob diretor Claudia Oeste.
Paul retratado papéis secundários em filmes de televisão a Deal (2005), CEP (2007, com [Steven Weber] e coordenação de dublês Jeff Cadiente) e a Pandemic (2007, com [Bob Gunton] e [Robert Curtis] Brown, e acrobacias por Paul Lacovara, Lin Oeding, e Darlene Ava Williams). Ele também apareceu no filme de ficção 2005 Lords of Dogtown, que co-estrelado por Matt Malloy e Charles Napier.
Mais notável, Paul apareceu em várias séries de televisão e de projectos-piloto, incluindo The Bernie Mac Show (2005), The Comeback (2005, com Tom Virtue), Night Stalker (2005, com Gabrielle Union e Robert Curtis Brown), Navy NCIS (2005, com John Eric Bentley e coordenador de dublês Diamond Farnsworth), Supernatural (2006, ao lado de regular Jeffrey Dean Morgan), União Jackass (2007), Rules of Engagement (2007), Ghost Whisperer (2007, com acrobacias por Shawn Crowder), e Pushing Daisies (2007, com Allan Graf e coordenador de dublês Keith Campbell).
Em 2007 ele recebeu um Young Artist Award de Melhor Performance em Série de TV (Comédia ou Drama) - Guest Starring jovem ator por sua atuação em Supernatural.

## Prémios e nomeações
| Ano  | Prémio              | Categoria                                                         | Papel                            | Resultado |
| ---- | ------------------- | ----------------------------------------------------------------- | -------------------------------- | --------- |
| 2007 | Young Artist Awards | "Best Performance in a TV Series by a Guest Starring Young Actor" | Michael em Supernatural          | Indicado  |
| 2008 | Young Artist Awards | "Best Performance in a TV Series by a Guest Starring Young Actor" | Abner Newsome em Pushing Daisies | Indicado  |
| 2010 | Young Artist Awards | "Best Performance in a TV Series by a Guest Starring Young Actor" | Brad Elkins em The Mentalist     | Indicado  |